# Vallelunga Pratameno
Vallelunga Pratameno – miejscowość i gmina we Włoszech, w regionie Sycylia, w prowincji Caltanissetta.
Według danych na rok 2004 gminę zamieszkiwały 3844 osoby, 98,6 os./km².